# Ferrugem (futebolista)
Weverton Almeida Santos Evaristo, mais conhecido como Ferrugem (Pedro Canário, 28 de março de 1988), é um futebolista brasileiro que atua como volante. Atualmente está no Iguatu FC

## Carreira
Revelado pelo São Mateus, teve passagem, anda nas categorias de base, pelo Criciúma, defendeu também o Brasiliense, pelo qual foi campeão em 2011 e passou por clubes de menor expressão, até se transferir para a Ponte Preta, em 2013, conquistando o Campeonato Paulista do Interior desse ano, sendo vice-campeão da Copa Sul-Americana,, fazendo bons jogos e um ótimo Campeonato Paulista em 2014, chamando a atenção do Corinthians, que o contratou, por empréstimo, logo após o término do campeonato. Fez sua estréia oficial em 10 de agosto de 2014, no clássico contra o Santos e teve atuação elogiada.
Em 2015, rescindiu o contrato de empréstimo com o Corinthians, e acertou até o final da temporada, com o Vissel Kobe, que tem opção de comprá-lo em definitivo após o fim do empréstimo. Foi emprestado ao Sport até dezembro de 2015.
Após passagem por vários clubes do Brasil, como Figueirense, CSA, CRB, Cuiabá, entre outros, em 2025 disputou a Campeonato Paulista Série A2 pelo Linense e hoje Ferrugem defende o novato Monte Roraima.
Após ser vice-campeão do campeonato Roraimense pelo Monte Roraima, o jogador se transfere para o Iguatu-CE para a disputa da série D do Brasileirão.

### Clubes
| Clube             | Temporada         | Campeonato nacional | Campeonato nacional | Copa nacional | Copa nacional | Competições continentais | Competições continentais | Outros torneios[a] | Outros torneios[a] | Total | Total |
| Clube             | Temporada         | Jogos               | Gols                | Jogos         | Gols          | Jogos                    | Gols                     | Jogos              | Gols               | Jogos | Gols  |
| ----------------- | ----------------- | ------------------- | ------------------- | ------------- | ------------- | ------------------------ | ------------------------ | ------------------ | ------------------ | ----- | ----- |
| Ponte Preta       | 2013              | 3                   | 0                   | 0             | 0             | 1                        | 0                        | 6                  | 0                  | 10    | 0     |
| Ponte Preta       | 2014              | 0                   | 0                   | 0             | 0             | —                        | —                        | 14                 | 1                  | 14    | 1     |
| Ponte Preta       | 2016              | 0                   | 0                   | 0             | 0             | 0                        | 0                        | 6                  | 0                  | 6     | 0     |
| Ponte Preta       | Total             | 3                   | 0                   | 0             | 0             | 1                        | 0                        | 26                 | 1                  | 30    | 1     |
| Corinthians       | 2014              | 6                   | 0                   | 1             | 0             | —                        | —                        | 1                  | 0                  | 8     | 0     |
| Corinthians       | Total             | 6                   | 0                   | 1             | 0             | —                        | —                        | 1                  | 0                  | 8     | 0     |
| Vissel Kobe       | 2015              | 8                   | 0                   | 4             | 1             | 0                        | 0                        | —                  | —                  | 12    | 1     |
| Vissel Kobe       | Total             | 8                   | 0                   | 4             | 1             | 0                        | 0                        | —                  | —                  | 12    | 1     |
| Sport             | 2015              | 10                  | 1                   | 1             | 0             | 3                        | 0                        | —                  | —                  | 14    | 1     |
| Sport             | Total             | 10                  | 1                   | 1             | 0             | 3                        | 0                        | —                  | —                  | 14    | 1     |
| Figueirense       | 2016              | 1                   | 0                   | 2             | 0             | —                        | —                        | 5                  | 0                  | 28    | 2     |
| Figueirense       | Total             | 1                   | 0                   | 2             | 0             | —                        | —                        | 5                  | 0                  | 28    | 2     |
| Total na carreira | Total na carreira | 28                  | 1                   | 8             | 1             | 4                        | 0                        | 32                 | 1                  | 92    | 5     |

- a. ^ Jogos do Campeonato Paulista, Amistosos

## Títulos
São Mateus
- Campeonato Capixaba - Segunda Divisão: 2008

Brasiliense
- Campeonato Brasiliense: 2011

Ponte Preta
- Campeonato Paulista do Interior: 2013

Rio Branco-ES
- Campeonato Capixaba: 2024

Cascavel
- Campeonato do Interior: 2023

## Campanhas de destaque
Ponte Preta
- Copa Sul-Americana: 2º lugar - 2013